# Collazzone
Collazzone è un comune italiano di 3 293 abitanti della provincia di Perugia in Umbria.

## Geografia fisica
- Classificazione climatica: zona E, 2266 GR/G

Collazzone fa parte di:
- Comunità montana Trasimeno Medio Tevere
- Città dell'olio
- Associazione città della chianina

## Storia
Il paese è racchiuso in una cerchia di mura medievali e appartenne a Perugia, anche se Todi ne rivendicò a più riprese il possesso. A Collazzone morì, nel convento di San Lorenzo, dove si era ritirato e dove trascorse gli ultimi anni della sua vita, Jacopone da Todi.
La singolare denominazione deriverebbe da un composto tra colle, di evidente significato geografico, ed Azzone, nome Arianna.

## Geografia antropica

### Frazioni
| POS. | Località    | Abitanti | Superficie | Densità |
| ---- | ----------- | -------- | ---------- | ------- |
| 1    | Collepepe   | 1.056    | 9,4        | 112,34  |
| 2    | Piedicolle  | 127      | 3,9        | 32,56   |
| 3    | Gaglietole  | 66       | 5,6        | 11,79   |
| 4    | Casalalta   | 46       | 5,1        | 9,02    |
| 5    | Assignano   | 14       | 4,3        | 3,26    |
| 6    | Canalicchio | 9        | 5,4        | 1,67    |
|      | Totale      | 1.318    | 33,7       | 39,11   |

### Il capoluogo
Il solo paese di Collazzone con le campagne circostanti conta 2.098 residenti, distribuiti in una superficie di 21,98 km². La densità è di 95,45 abitanti per km².

## Società

### Evoluzione demografica
Abitanti censiti

### Etnie e minoranze straniere
Secondo i dati ISTAT al 31 dicembre 2010 la popolazione straniera residente era di 540 persone. Le nazionalità maggiormente rappresentate in base alla loro percentuale sul totale della popolazione residente erano:
- Marocco 164 - 4,60%
- Romania 117 - 3,28%
- Macedonia del Nord 67 - 1,88%

## Amministrazione
| Nº             | Primo cittadino | Primo cittadino      | Mandato        | Mandato        | Partito                                                       | Carica         |                |
| Nº             | Primo cittadino | Primo cittadino      | Inizio         | Fine           | Partito                                                       | Carica         |                |
| Sindaci eletti | Sindaci eletti  | Sindaci eletti       | Sindaci eletti | Sindaci eletti | Sindaci eletti                                                | Sindaci eletti | Sindaci eletti |
| -------------- | --------------- | -------------------- | -------------- | -------------- | ------------------------------------------------------------- | -------------- | -------------- |
| 1              |                 | Dante Coletta        | 6 ottobre 1987 | 29 maggio 1990 | Partito Socialista Italiano                                   | Sindaco        |                |
| 2              |                 | Luciano Minciotti    | 30 maggio 1990 | 23 aprile 1995 | Partito Comunista Italiano-Partito Democratico della Sinistra | Sindaco        |                |
| 2              |                 | Luciano Minciotti    | 24 aprile 1995 | 13 giugno 1999 | Partito Democratico della Sinistra-Democratici di Sinistra    | Sindaco        |                |
| 2              |                 | Luciano Minciotti    | 14 giugno 1999 | 13 giugno 2004 | Uniti per Collazzone                                          | Sindaco        |                |
| 3              |                 | Alberto Borioli      | 14 giugno 2004 | 7 giugno 2009  | Viva Collazzone                                               | Sindaco        |                |
| 4              |                 | Francesco Bennicelli | 8 giugno 2009  | 26 maggio 2014 | Territorio Lavoro Solidarietà                                 | Sindaco        |                |
| 4              |                 | Francesco Bennicelli | 27 maggio 2014 | 26 maggio 2019 | Territorio Lavoro Solidarietà                                 | Sindaco        |                |
| 5              |                 | Anna Iachettini      | 27 maggio 2019 | 9 giugno 2024  | Territorio Lavoro Solidarietà                                 | Sindaco        |                |
| 6              |                 | Laura Antonelli      | 10 giugno 2024 | in carica      | Bene Comune Collazzone                                        | Sindaco        |                |